# Шамп
Шамп (также известно название Шампи или Чампа) — название, данное легендарному озёрному чудовищу, якобы обитающему в озере Шамплейн, естественном пресноводном водоёме в Северной Америке, расположенном на американо-канадской границе в канадской провинции Квебек и частично на границе штатов США Вермонт и Нью-Йорк. Сообщалось о более чем 300 наблюдениях этого существа, хотя никаких научных данных, которые подтверждали бы его существование, нет. Легенда о чудовище является «завлекалкой» для туристов в областях Берлингтона, Вермонта и Плэтсбурга (Нью-Йорк).
Как и в случае с Лох-несским чудовищем, большинство людей считают шампа легендой, но некоторые предполагают, что, возможно, такое существо на самом деле обитает на глубине озера, являясь, скорее всего, потомком плезиозавров, вымершей группы доисторических водных рептилий.

## Культурное значение для Нью-Йорка и Вермонта
Озеро Шамплейн является пресноводным озером длиной в 125 миль (201 километр), которое располагается на территории штатов Нью-Йорк и Вермонт и всего в нескольких милях от Квебека, Канада.
Легенда о Шампе стала достаточно быстро приносить доход за счёт туристов. Например, в деревне Порт-Генри, Нью-Йорк, установлена гигантская фигура Шампа и проводится «День Шампа» — в первую субботу каждого августа. В качестве талисмана единственной Вермонтской команды Малой бейсбольной лиги, Vermont Lake Monsters, Шамп стал более известным после того, как команда была переименована из Vermont Expos в Vermont Lake Monsters. Шамп также является главной достопримечательностью New York — Penn League с момента её создания. Несколько близлежащих учреждений, в том числе автомойка, используют Шампа в качестве логотипа.

## История легенды
Два индейских народа, проживающих в районе озера Шамплейн, ирокезы и абенаки, имеют легенды о таком существе. Абенаки называют существо «Tatoskok».
Сообщение о существе в озере Шамплейн было якобы оставлено в 1609 году французским исследователем Самюэлем де Шамплейном, основателем Квебека и человеком, давшим имя озеру, который, как предполагается, увидел существо, когда сражался с ирокезами на берегу озера. Однако в действительности такого сообщения записано не было.
Первое действительно имевшее место в реальности сообщение появилось в 1883 году, когда шериф Натан Г. Муни заявил, что он видел «… гигантскую водяную змею на расстоянии около 50 метров», когда был на берегу. Он утверждал, что находился так близко, что мог видеть «круглые белые пятна в её пасти» и что «существо было от около 25 до 30 футов в длину». Сообщение Муни привело к появлению многочисленных свидетельств очевидцев с их собственными отчётами о наблюдениях Шампа. История Муни была записана раньше, чем первое предполагаемое наблюдение Лох-Несского чудовища, на 50 лет.
Некоторые считают, что Шамп может быть плезиозавром, похожим на «Несси», утверждая, что два озера имеют много общего. Как и Лох-Несс, озеро Шамплейн имеет глубину более 400 футов (120 метров), и оба озера были сформированы из отступающих ледников. Верящие в Шампа также утверждают, что оба озера имеют достаточно большую популяцию рыбы, чтобы поддерживать жизнь морского или озёрного монстра. В легенде может идти речь как об одном животном, так и о значительной популяции.

## Фотографии Манси
В 1977 году фотограф-любитель Сандра Манси выпустила фотографии, которые предположительно изображали плезиозавра, а точнее — тело и шею, торчащие из озера. Манси позже показала фотографию, которая похожа на знаменитую «фотографию хирурга» Лох-Несского чудовища, сделанную в 1934 году доктором Кеннетом Уилсоном.
Весь залив озера, который изображён на фотографии, как сообщается, не глубже, чем 14 футов (4,3 метра). По словам Джо Никель, есть несколько объяснений того, как гигантское существо могло плавать, не говоря уже о том, чтобы скрываться под водой, в такой мелкой воде. Кроме того, было высказано предположение, что объект на фотографии может быть всплывшим стволом дерева или бревном. Гниющее дерево часто накапливает газ в процессе распада, а иногда и довольно быстро всплывает.

## Недавние сообщения
Сообщается, что Шампа смогли снять на видео рыбак Дик Аффольтер и его пасынок Пит Бодетт летом 2005 года. Тщательный анализ кадров может истолковать изображение либо как голову и шею животного, похожего на плезиозавра, даже с открытой пастью в одном кадре и закрытой в другой, либо же как рыбу или угря. Хотя два отставных специалиста ФБР по судебной экспертизе изображений, которые изучали плёнку, сказали, что она кажется подлинной и несмонтированной, один из них добавил, что «там нет места, где я могу увидеть животное или любой другой объект, который появляется из воды»..
Научно-исследовательский институт коммуникаций фауны в 2003 году провёл измерения звуковой эхолокации в качестве работы для программы канала Discovery. Вывод команды заключается в следующем: они записали звук, похожий на белуху, а возможно — даже косатку, но не принадлежащий ни одному из известных животных; кроме того, нет никаких сведений о дельфинах или китах, живущих в районе озера.
В 2008 году исследование, проведённое Службой охраны рыболовства и диких животных США в сотрудничестве с Департаментом охраны окружающей среды штата Нью-Йорк и Департаментом рыболовства и дикой природы штата Вермонт, завершилось докладом, опубликованным в июле 2008 года, в котором сообщалось о необъяснимом сокращении численности некоторых видов рыб в озере. Исследование показало, в частности, что уровни популяции проходят циклы роста и спада, и отметило, что колебания численности являются слишком резкими. Исходя из этого исследование заключает, что данное явление вызвано неизвестным фактором. Многие люди считают, что этот фактор — местное озёрное чудовище, Шамп, однако Департамент рыболовства и дикой природы Вермонта не согласился с подобным выводом.
Так или иначе, никаких убедительных и признанных наукой доказательство существования Шампа на сегодняшний день не существует.